# Luperodes rosenbergi
Luperodes rosenbergi is een keversoort uit de familie bladkevers (Chrysomelidae). De wetenschappelijke naam van de soort werd in 1923 gepubliceerd door Bowditch.